# بروسونتة كازينوكية
بروسونتة كازينوكية (الاسم العلمي:Broussonetia kazinoki) هي نوع من النباتات تتبع جنس البروسونتة من الفصيلة التوتية.